# 경안일보
경안일보는 대한민국의 일간신문이다.

## 개요
본사는 경북 안동시 용상동 1436-5에 있으며, 종합일간신문으로 1면에 주요 뉴스를 싣고 종합, 정치, 사회, 경제, 문화, 사람들, 지방, 스포츠 등으로 구성되어 있다.
특히, 대구·경북도 지역 면을 배정 시·군지역의 소식을 상세하게 보도하고 있다.
지역 종합일간지로 신문사 홈페이지와 포털사이트를 통해 기사와 동영상을 제공하고 있으며, 대구·경상북도 지역 전체를 행정 구역별로 세분화해 독자로 하여금 자신이 살고 있는 지역이나 관심 있는 지역의 소식을 포털사이트를 통해 뉴스를 제공하고 있다.